# チャールズ・スチュワート・パーネル

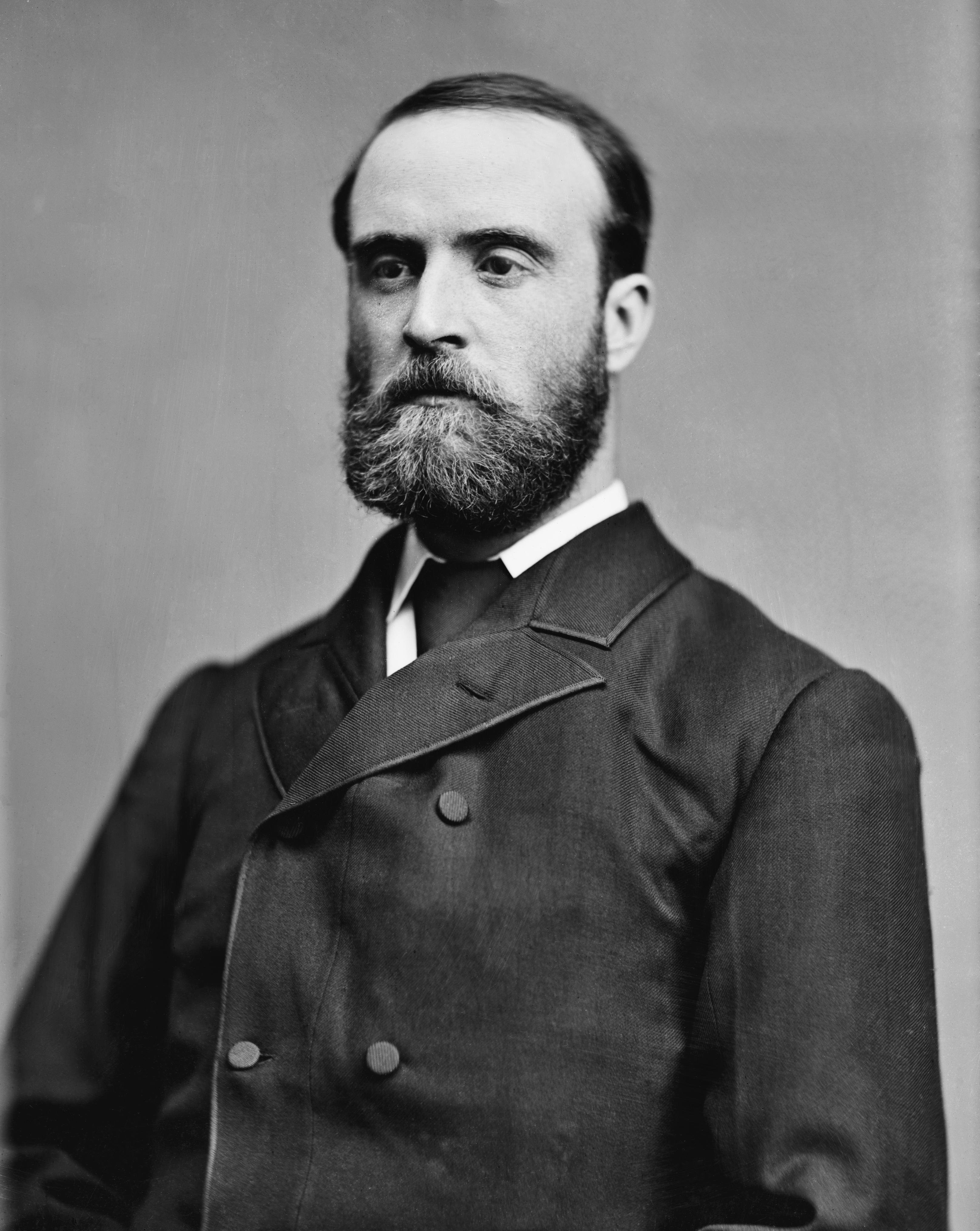
チャールズ・スチュワート・パーネル

チャールズ・スチュワート・パーネル（Charles Stewart Parnell、1846年6月27日 - 1891年10月6日）は、アイルランドの政治指導者であり、19世紀のアイルランドにおける重要人物の一人である。その影響力ゆえ「アイルランドの無冠の帝王」と称された。
1992年から発行されていたアイルランドの100ポンド紙幣に肖像が使用されていた。

## 誕生
チャールズ・スチュワート・パーネルはアイルランドのウィックロー県のジェントリの家に生まれた。父ジョン・ヘンリーは富裕な地主、母デリアはアメリカ人で、著名なアメリカ海軍の提督チャールズ・ステュアートの娘である。チャールズの母の家系はテューダー家と血縁関係があり、英国国王の遠い親戚にあたる。父はアイルランドにおける大貴族パワーズコート家の当主と従兄弟の間柄であった。多くのユニオニストと同様に、パーネルはアイルランド国教会に属していた。
パーネルはケンブリッジ大学モードリン・カレッジで学び、1874年には出身県であるウィックローの県長官となった。翌年にはミース県選出の連合王国下院議員となり、アイルランド自治を掲げる党に所属した。

## アイルランド自治運動の指導者
パーネルの行った下院の演説は聞くに堪えないものであったと言われている。しかし彼は、優れたまとめ役としての才能を発揮することになる。1880年にはアイザック・バットとウィリアム・ショウに代わり、アイルランド国民党の党主に選出された。
パーネルの指導の下、1882年に国民党はアイルランド議会党へと再組織化された。これはアイルランドのみならず、イギリス政治においても初の近代的政治組織であった。議員候補者の選出が組織化され、議会での投票に際してはそれまで重視された個人の判断に関係なく、ウィップと呼ばれる呼集役により党の方針に見合う決定がなされるようになった。パーネルはアイルランド選出議員をまとめあげ、自由党および保守党政府に対してアイルランドの自治拡大を要求した。パーネルの活動により、1886年には自由党のグラッドストン首相により第1回アイルランド自治法が提案された。しかし自由党内部の対立により、下院での成立はかなわなかった。
パーネルはアイルランド自治獲得とともに、土地改革も重要視していた。この改革を訴える上で、党内の過激派はアイルランド土地連盟を結成し、逮捕者が出るほど主張を繰り返し訴えた。メンバーにはジョン・ディロン、ティム・ヒーリー、ウィリアム・オブライエンなどがいる。連盟の活動により国土法（Land Act）が成立し、それまでのプロテスタント地主による大地主制に代わり、カトリックの小作農に土地が与えられることになった。

## ピゲット事件
1887年、パーネルはイギリスの新聞「タイムズ」からアイルランド担当大臣フレデリック・キャヴェンディッシュが殺害されたフェニックス・パーク事件への関与を指摘された。キャヴェンディッシュはアイルランド人民族主義者により、1882年5月6日にダブリンのフェニックス・パークで暗殺されていた。 紙面上では「タイムズ」に届いた手紙が公開され、パーネルが事件に関与していることが書かれていた。議会の審査委員会はパーネルの疑惑を否定し、その後1890年にこの手紙はパーネルに反感を持つジャーナリスト、リチャード・ピゲットの創作であったことが判明した。パーネルは「タイムズ」を名誉毀損で訴え、「タイムズ」には5000ポンドの賠償が命ぜられた。

## キャサリーン・オシェア夫人

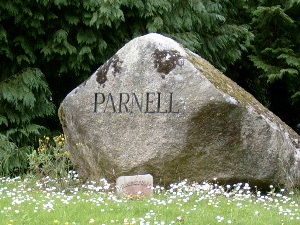
ダブリンのカトリック教会に眠るパーネルの墓。隣にはアイルランド独立時の指導者達エイモン・デ・ヴァレラ、マイケル・コリンズ、ダニエル・オコンネルが眠る。

この頃になるとパーネルは、アイルランドにおける英雄、“王冠なき国王”とも言われるようになっていた。しかし凋落は突然やってきた。パーネルは長年同僚の議員ウィリー・オシェアの妻であるキャサリーン・オシェアと共に暮らしており、彼女との間には3人もの子供さえいた。キャサリーンとウィリーは財産問題のもつれから正式に離婚していなかったため、パーネルの政敵は彼女をキティー（売春婦の意）・オシェアと呼び、パーネルの辞任を要求した。パーネルが彼女と事実上結婚していることは議員の間では広く知られていたが、問題が高まるにつれ、それまで盟友の関係にあったグラッドストンもパーネルがアイルランド議会党の党首にいる間はその支援を行わないと声明することになった。
パーネルは辞任を拒否、党の会合において「誰がこの党の党首であるのか」と支持を呼びかけた。それに対しヒーリーからは「それではこの党の情婦は誰か」との声が挙がった。党は2つに分裂し、アイルランドの改革も一時的に後退することになった。

## その死
党首を辞任させられたパーネルは、再び影響力を取り戻そうとアイルランド各地へ遊説の旅に出た。彼はアイルランド民族主義者（フェニアン、Hillside Manの意）からの支持を取り付けれは復権も可能であると考えていた。1891年6月25日には正式な離婚が成立したキャサリーンと結婚し、同日にカトリック教会は激しい非難の声明を発表した。彼は雨中の演説で肺炎にかかり、ダブリンにその後ブライトンへと静養に向かった。パーネルは「大丈夫だ。来週の土曜には戻ってこられるよ」と言ったが、10月6日の深夜にリウマチ熱から心臓発作を起こし、ブライトンの自宅で亡くなった。
パーネルはアイルランド国教徒（聖公会信徒）であったが、ダブリンのカトリック墓地であるグラスネヴィン・セメタリーに葬られた。墓石にはたった一語 “PARNELL” とのみ刻まれている。

## 関連作品
- ジェイムズ・ジョイス「委員会室の蔦の日」…『ダブリン市民』(1914)に収録された短編
- 「パーネルの埋葬」(1934)…ウィリアム・バトラー・イェイツの詩[3]
- 映画 『恋の挽歌』（1937年、監督：ジョン・M・スタール、出演：パーネル／クラーク・ゲーブル、オシェア夫人／マーナ・ロイ）